# Fuerte de Carchuna
El fuerte de Carchuna, también mencionado frecuentemente como castillo de Carchuna, es una fortificación defensiva situada en el municipio español de Motril, en la provincia de Granada, comunidad autónoma de Andalucía. El fuerte se encuentra ubicado en el área de la playa de Carchuna. Está catalogado Bien de Interés Cultural con tipología jurídica de monumento desde 1985.

## Historia
El fuerte fue construido hacia 1777 o 1783 por orden del rey Carlos III, con el fin de realizar labores de protección en una zona que era víctima de frecuentes ataques piratas. Es similar a otras fortalezas levantadas para la defensa de la costa del reino de Granada en la segunda mitad del siglo XVIII.
Durante la Guerra Civil el fuerte fue empleado por el bando franquista como penal para acoger a prisioneros de guerra republicanos. En mayo de 1938 un grupo de fuerzas republicanas protagonizó un exitoso asalto contra la fortaleza que permitió la liberación de 300 presos, muchos de ellos oriundos de Asturias. En el operativo participaron elementos de la 55.ª Brigada Mixta, el XIV Cuerpo de Ejército Guerrillero y algunos «internacionales». El asalto al Fuerte de Carchuna está considerado como la más importante acción llevada a cabo por fuerzas especiales durante la Guerra Civil.

## Características
Se trata de un recinto en forma rectangular, compuesto por una fachada principal en forma de herradura, orientada al norte, y por varias torres semicirculares en los ángulos noreste y noroeste. En la parte sur cuenta con una gran batería semicircular para la artillería, siendo esta instalación de menor altura que el resto del complejo. La estructura fue levantada mediante con muros de mampostería con llagueados de mortero de cal. Como remate del talud se situó una moldura de ladrillo aplantillado, sobre la cual se erige un peto que dispone de troneras alargadas.
El interior está organizado en torno a un gran patio central, distribuyéndose a su alrededor las habitaciones y recintos de la guarnición. Cabe señalar que las habitaciones están cubiertas por bóvedas de ladrillo. En el lateral derecho del patio hay una alberca, mientras que en el ángulo sureste se sitúa la escalera que sube a una gran terraza. A la batería de artillería se accede por un hueco de paso que se encuentra entre las escaleras y la alberca.